# Vladimir Khozin
Vladimir Vyacheslavovitch Khozin (russe : Владимир Вячеславович Хозин), né le 3 juillet 1989, est un footballeur professionnel russe qui évolue au poste de défenseur en faveur du FC Shakhter Karagandy au Kazakhstan.

## Carrière professionnelle
Khozin fait ses débuts professionnels en première division russe avec le FK Rostov le 11 novembre 2007, lors d'un match contre le FC Amkar Perm. 
Le 27 octobre 2012, il se met en évidence avec le club de l'Alania Vladikavkaz, en marquant un doublé en championnat lors de la réception du Zénith Saint-Pétersbourg. Toutefois, il ne peut empêcher la défaite de son équipe, 2-3.
Le 9 janvier 2014, Khozin signe en faveur de l'Oural Ekaterinbourg.
En février 2016, Khozin se blesse à la clavicule lors d'un match amical contre le Sheriff Tiraspol. Alors qu'il se remet d'une opération chirurgicale pour réparer sa clavicule, Khozin subit une nouvelle blessure à la hanche, qui le conduit à 2 ans et demi de repos pour se remettre de sa blessure. À son retour à l'entraînement avec l'Oural à l'été 2018, Khozin est prêté au FC Ararat-Arménie, jusqu'à la fin 2018.
Le bilan de de Vladimir Khozin en première division russe s'élève à 85 matchs joués, pour huit buts marqués.

## Palmarès
FC Ararat-Armenia
- Champion d'Arménie en 2019.

 Chakhtior Karagandy
- Finaliste de la Coupe du Kazakhstan en 2021.